# Doha Securities Market
Il Doha Securities Market è il principale mercato azionario del Qatar. Fondato nel 1997 nella capitale, Doha. Viene comunemente abbreviato in DSM. Il gruppo NYSE Euronext possiede il 20% del DSM.
Il mercato al momento ha 43 aziende in listino.

## Società quotate
- Aamal - (AHCS).[2]
- Al Ahli Bank - (ABQK).[2]
- Al Kaleej Takaful - (AKHI).[2]
- Al khalij Commercial Bank - (KCBK).[2]
- Al Meera - (MERS).[2]
- Al-Khalij Holding - (KHCD).[2]
- Barwa Group - (BRES).[2]
- Cinema - (QCFS).[2]
- Comm. Bank of Qatar - (CBQK).[2]
- Dlala - (DBIS).[2]
- Doha Bank - (DHBK).[2]
- Doha Insurance - (DOHI).[2]
- Electricity and Water - (QEWS).[2]
- Ezdan - (ERES).[2]
- Gulf International - (GISS).[2]
- Gulf warehousing Co - (GWCS).[2]
- Ind. Manf. Co. - (QIMD).[2]
- Industries Qatar - (IQCD).[2]
- Intl. Islamic Bank - (QIIK).[2]
- Islamic Holding - (IHGS).[2]
- Islamic Insurance - (QISI).[2]
- Mannai Corp. - (MCCS).[2]
- Mazaya - (MRDS).[2]
- Medicare - (MCGS).[2]
- Nakilat - (QGTS).[2]
- National Cement Co. - (QNCD).[2]
- National Leasing - (NLCS).[2]
- Qatar Fuel - (QFLS).[2]
- General Insurance - (QGRI).[2]
- Qatar German Co. Med - (QGMD).[2]
- Qatar Insurance - (QATI).[2]
- Qatar Islamic Bank - (QIBK).[2]
- Qatar Meat and Livestock - (QMLS).[2]
- Qatar Navigation - (QNNS).[2]
- Qatar Oman - (QOIS).[2]
- Qatar Telecom - (QTEL).[2]
- QNB - (QNBK).[2]
- Rayan - (MARK).[2]
- Salam International - (SIIS).[2]
- United Dev. Company - (UDCD).[2]
- Vodafone Qatar - (VFQS).[2]
- Zad Holding Company - (ZHCD).[2]